# Xochiquetzal

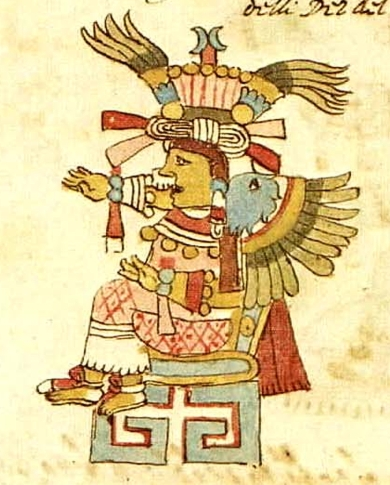
Xochiquetzal

Xochiquetzal, v aztéckém jazyce nahuatl Vzácný květ. Bohyně rozkoše, milenců a prostitutek, někdy stvořitelka lidstva a patronka řemeslníků. Původně byla manželkou boha Tlaloca a pak po únosu manželkou boha dalšího, a to Tezcatlipocy. Také svedla boha Yappana. Byly jí obětovány mladé ženy.